# サンタ (製菓)
サンタ株式会社（Santa Corporation）は、愛媛県伊予郡松前町に本社を置く、日本のアイスクリーム専業メーカー（OEM専業）。

## 概要
取り扱っている商品は約100種類。生産能力は年間で50億円以上、生産数は一日200万個で24時間稼動の工場や、焼き菓子製造のためのラインを3基持っている。

## 沿革
- 1981年 - 冷菓、焼菓子の製造・販売を開始
- 1982年 - 焼菓子部門強化のため、トンネルオーブンを導入バイターライン作業場拡張
- 1987年 - アイスと菓子の複合商品生産体制増強のため、急速冷凍設備及びトンネルオーブンを増設
- 1992年 - アイスの調合ラインの簡素化・省人化・品質向上のため、設備の近代化を実施
- 1994年 - 生産体制増強のため、新工場計画着手
- 1995年 - 松前町昌農内から北川原の新工場へ移行。土地11,460ｍ²、建物10,583ｍ²
- 1997年 - ライン増設により、50億円供給体制確立。バイターライン5基、急速冷凍設備2基、トンネルオーブン3基、全自動フリーザー7基
- 1998年 - HACCP承認取得
- 2005年 - 環境保全のため、廃水処理設備増強
- 2009年 - 更なる供給体制確立の為、製品倉庫増設
- 2010年 - 9ライン同時生産に向け、パレタイズ室拡張
- 2011年 - パレタイザー（パレットへのダンボール積み付けロボット）導入
- 2013年 - 太陽光発電設備（出力規模：200.4kW）導入
- 2015年 - 急速冷凍設備2基更新
- 2017年 - ガス焚き貫流ボイラーへ更新
- 2020年 - FSSC認証取得。第二工場（製氷）完成・稼働

## 主な取引先（委託者）
五十音順
- 赤城乳業株式会社
- オハヨー乳業株式会社
- 協同乳業株式会社
- ハーゲンダッツジャパン株式会社
- 株式会社明治
- 森永製菓株式会社
- 森永乳業株式会社
- モロゾフ株式会社
- 株式会社ロッテ

## 商品について
- Doleもりだくさんフルーツ- 販売は株式会社ロッテ
- ガリガリ君ソーダ（マルチ） - 販売は赤城乳業株式会社
- パリパリバー - 販売は森永製菓株式会社

など

## 売店
松前町昌農内に工場があった頃、道路(愛媛県道326号松山松前伊予線)に面した場所に小さな売店と駐車場が設置されていた。
売店では商品が入ったアイスクリームショーケースが複数並んでおり、客が商品を購入することができた。
商品は上記の委託先企業のものはなく、自社オリジナルのもので中身が見える透明のシンプルな包装であった。尚、愛媛県内において、東予地方は四国中央市まで、南予地方は宇和島市まで店舗があり、最大で移動販売含め約20店舗展開していた。
松前町北川原へ移転するにあたり、売店は閉鎖される。